# Geoffroy III du Perche
Geoffroy III, mort en 1202 fut comte du Perche de 1191 à 1202. Il était fils de Rotrou IV, comte du Perche, et de Mathilde de Blois-Champagne.

## Biographie
Il accompagna son père à la troisième croisade et participa au siège de Saint-Jean-d'Acre, où son père fut tué. De retour de Terre sainte, il doit vendre plusieurs droits de péage à des abbayes, pour renflouer ses finances mises à mal par sa participation à la croisade.
Il combat ensuite le roi d'Angleterre Richard Cœur-de-Lion sous la bannière du roi de France Philippe II Auguste. Il peut ainsi récupérer en 1194 les fiefs de Moulins et Bonsmoulins que son père avait dû céder à Henri II Plantagenêt.
Richard confie une armée à Gloucester pour reprendre le contrôle du duché de Normandie, mais Geoffroy, qui commande l'armée Française, le bat. Jean sans Terre, le frère et successeur de Richard Cœur-de-Lion, renoncera en 1200 au duché de Normandie.
En 1202, Geoffroy et son frère Étienne décident de prendre part à la quatrième croisade, mais il meurt à Soissons, peu avant le départ.

## Mariages et enfants
Il aurait épousé en premières noces une Mathilde qui serait la mère d'un Geoffroy, cité en 1170 et en 1196. Ce mariage n'est pas certain : les notices nécrologiques de la cathédrale de Chartres mentionnent une Mathilde, femme de Geoffroy, comte de Perche morte un 7 avril, et celles de l'abbaye des Clairets donnent le 13 janvier pour la comtesse Mathilde, comtesse du Perche, fondatrice de l'abbaye des Clairets en 1204. Cette seconde Mathilde est identifiée à Mathilde de Saxe et de Bavière, et la mention nécrologique de Chartres suggère l'existence d'une première épouse, également prénommée Mathilde.
Il épousa ensuite en 1189 à Rouen Mathilde de Saxe (1172-13 janvier 1209) , fille d'Henri le Lion, duc de Bavière et de Saxe, et de Mathilde d'Angleterre. En 1190, avant de partir en croisade, le roi Richard Cœur de Lion, oncle de la mariée, offre aux époux des terres se trouvant dans les comtés de Suffolk, Essex et Kent, ayant appartenant auparavant à Henry d'Essex. Ils eurent pour enfants :
- Thomas († 1217), comte du Perche ;
- Thibaut, diacre à la cathédrale de Tours.

## Sources
- Foundation for Medieval Genealogy : comtes du Perche.
- France Balade Comtes du Perche.